# 由貴御倉
由貴御倉（ゆきのみくら）は、伊勢神宮皇大神宮（内宮）の所管社。由貴御倉神（ゆきのみくらのかみ）とも称する。内宮の宮域内、五丈殿の北側に御酒殿神と並び鎮座する。

## 概要
三重県伊勢市宇治館町、内宮の宮域に鎮座する。内宮の所管社30社のうち第7位である。社名の「由貴」とは、「清浄で穢れのない」という意味である。
由貴御倉は、由貴大御饌（ゆきのおおみけ）に供する御料の御贄（みにえ）を奉納する倉であった。旧社殿は京都府京都市伏見区の與杼神社（よどじんじゃ）が火災で焼失した際に仮本殿として利用された（1975年〔昭和50年〕から1979年〔昭和54年〕まで）。
社殿は玉垣に囲まれている。賽銭箱は置かれていない。
祭神は由貴御倉神（ゆきのみくらのかみ）。由貴御倉の守護神である。

## 交通
宇治橋前まで
- JR参宮線・近鉄山田線伊勢市駅南口（JR側）または近鉄山田線・鳥羽線宇治山田駅より三重交通バスに15分ほど乗車、終点「内宮前」下車[6]。近鉄鳥羽線五十鈴川駅からも三重交通バスで内宮前へ行くことが可能である。
- 伊勢自動車道伊勢西ICより三重県道32号伊勢磯部線（御木本道路）を南へ約5分または伊勢ICより国道23号を南へ約5分、付近に駐車場あり[6]。

宇治橋前から
- 宇治橋から内宮（正宮）に向かって参道を進むと五丈殿がある[1]。その北方に2つの所管社が並び、右側が由貴御倉、左側が御酒殿神である[1][4]。付近には四至神が鎮座する[1]。